# 고재필
고재필(高在珌, 1913년 4월 20일~2005년 1월 17일)은 일제강점기에 만주국 관료를 지낸 대한민국의 정치인이다. 호는 하남(河南)이다.

## 생애
본관은 장흥이며 고경명의 후손이다. 전라남도 담양군에서 출생했다. 일본 주오 대학에서 학사 학위를 받았으며 1937년에 만주고등문관시험을 합격하여 만주국에서 관리로 일했다.
태평양 전쟁 종전으로 만주국이 소멸한 뒤 귀국하여 대한민국 법제처를 시작으로 공무원으로 근무했다. 1950년에 군에 입대했으며 육군 법무관으로 복무했다. 1955년에 대한민국 육군 준장으로 예편하였으며 화랑무공훈장과 충무무공훈장을 수여받았고, 청조근정훈장도 서훈받았다. 
대한민국 제5대 국회의원 선거에서 담양군 선거구에 출마했으나 낙선한 뒤 대한민국 제7대 국회의원 선거에 출마하여 당선되었다. 이후 같은 지역구에서 8대 국회의원으로 당선되었으며 9·10대 국회의원 선거를 앞두고 통일주체국민회의에서 국회의원으로 지명되면서 유신정우회 국회의원으로 활동했다 제4공화국에서 보건사회부 장관과 무임소 장관을 역임했다.
저서로는 형사소송법에 대한 법학서와 함께 회고록 《하남 회고록》 등이 있다.
고재필은 대동학원을 졸업하고 단둥의 행정과 사무관으로 근무한 전형적인 만주 인맥이었으나, 이러한 경력은 오랫동안 잘 알려져 있지 않았다. 2008년 민족문제연구소가 친일인명사전 편찬을 위해 친일인명사전 수록예정자 명단을 정리하면서 해외 부문에 선정했다.
2005년 1월 17일에 사망했다.

## 학력
- 일본 주오 대학 법학부 졸업
- 대동학원 졸업

## 약력
- 1937년 : 만주고등문관시험 합격
- 만주국 단둥 행정과 사무관
- 1949년 : 법제처 법제관
- 육군 준장 예편
- 1955년 : 국방부 제1국장
- 민국일보 논설위원
- 변호사 개업
- 단국대학교 교수
- 민주공화당 창당준비위원, 정책위원
- 1967년 ~ 1971년 : 제7대 국회의원 (민주공화당)
- 1971년 ~ 1972년 : 제8대 국회의원 (민주공화당)
- 1973년 ~ 1979년 : 제9대 국회의원 (유신정우회)
- 1973년 : 보건사회부 장관
- 1977년 : 제2무임소 장관
- 1979년 ~ 1980년 : 제10대 국회의원 (유신정우회)
- 1981년 : 국정자문위원
- 1993년 : 대한민국헌정회 부회장

## 역대 선거 결과
|  | 27.26% |

|  | 46.35% |

|  | 52.54% |

|  | 0% |

|  | 0% |